# Świder (województwo lubelskie)
Świder – wieś w Polsce, położona w województwie lubelskim, w powiecie łukowskim, w gminie Wola Mysłowska.
| SIMC    | Nazwa      | Rodzaj    |
| ------- | ---------- | --------- |
| 0696065 | Julianów   | część wsi |
| 0696071 | Ludwinów   | część wsi |
| 0696088 | Ludwinówka | część wsi |
| 0696094 | Rozkosz    | część wsi |

W latach 1975–1998 wieś administracyjnie należała do województwa siedleckiego.
Wieś stanowi sołectwo w gminie Wola Mysłowska. Według Narodowego Spisu Powszechnego z roku 2011 wieś liczyła 237 mieszkańców.
Nazwa wsi wzięła się prawdopodobnie od rzeki Świder, która przepływa przez wieś.
Wierni Kościoła rzymskokatolickiego należą do parafii św. Anny w Zwoli Poduchownej.